# Принцеса Аі
Принцеса Аі (яп. プリンセス·アイ物語, пурінсесу аі моноґатарі, англ. Princess Ai) — драматична манґа, створена Місахо Кудзірадо, Кортні Лав і Діджей Мілкі.
Перший том манґи обсягом 196 сторінок під назвою Принцеса Аі. Поневіряння виданий в Україні українською мовою видавництвом «Перо» в 2010 році. Манґа виконана в оригінальному манґа-форматі зі збереженням японського стилю читання — справа наліво.

## Сюжет
Аі приходить до тями на вулицях Токіо, проте не може пригадати нічого про себе. Аі знайомиться з музикантом на ім'я Кент і незабаром закохується в нього. Згодом з'ясовується, що дівчина володіє дивовижними співочими навичками, що швидко робить її популярною рок-зіркою, але також привертає увагу тих, хто переслідує її. У міру розвитку подій вона повинна знайти зачіпки про те, ким вона є, а також розкрити таємницю медальйона у формі серця, який вона носить.

## Персонажі
- Аі — дівчина, що забула про себе усе.
- Кент — приятель Аі.

## Список томів

### Оригінальне видання
| №  | Назва       | Японською      | Японською              | Англійською   | Англійською            |
| №  | Назва       | Дата виходу    | ISBN                   | Дата виходу   | ISBN                   |
| -- | ----------- | -------------- | ---------------------- | ------------- | ---------------------- |
| 01 | Destitution | 1 липня 2004   | ISBN 978-4-403-61760-7 | 6 липня 2004  | ISBN 978-1-59182-669-9 |
| 02 | Lumination  | 1 березня 2005 | ISBN 978-4-403-61788-1 | 12 липня 2005 | ISBN 978-1-59182-670-5 |
| 03 | Evolution   | 1 вересня 2005 | ISBN 978-4-403-61807-9 | 7 лютого 2006 | ISBN 978-1-59182-671-2 |

### Українською
| №  | Назва       | Дата виходу | ISBN                   |
| -- | ----------- | ----------- | ---------------------- |
| 01 | Поневіряння | 2010        | ISBN 978-966-462-353-4 |